# Atlas Vallard

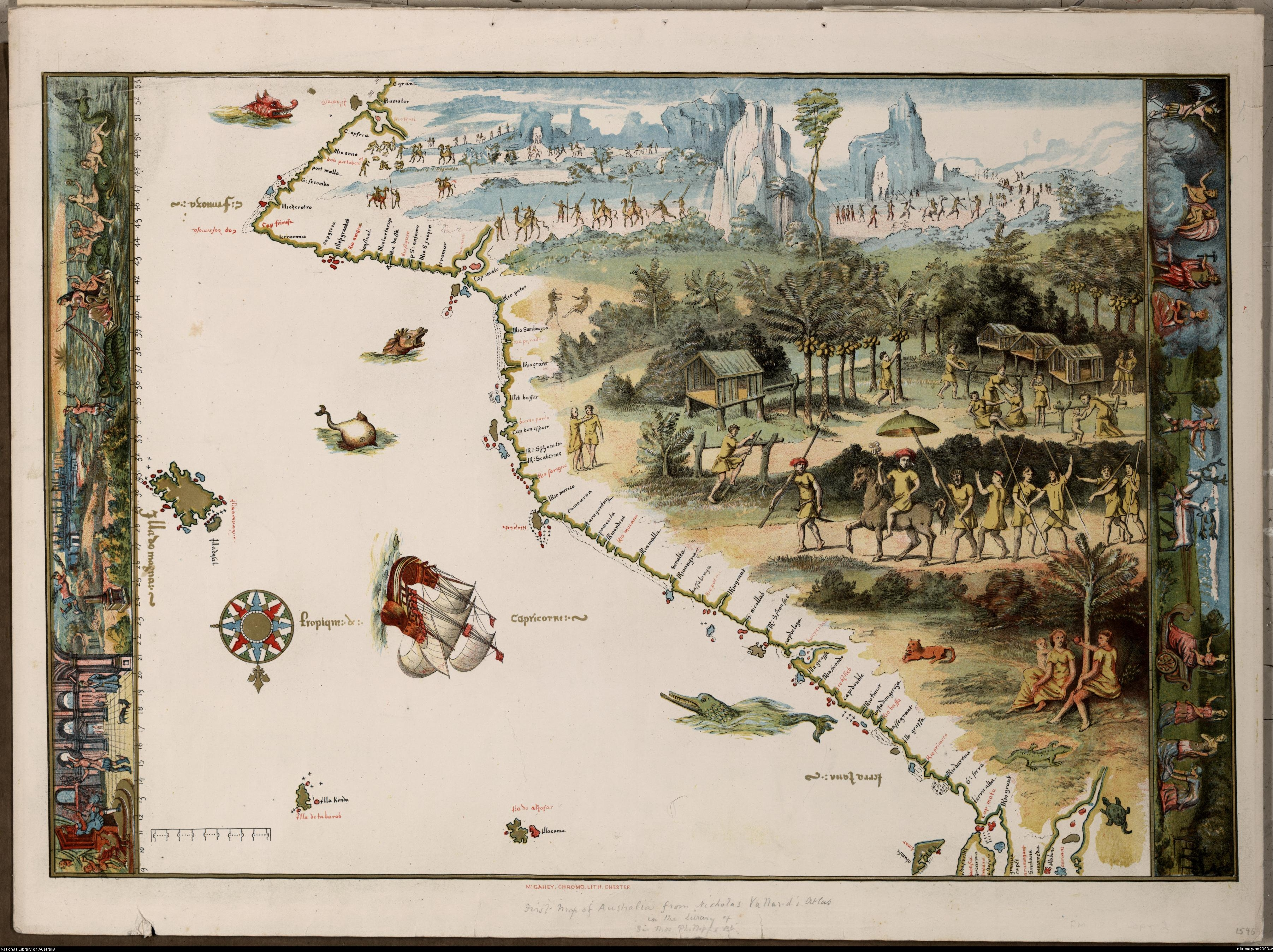
Atlas de Nicolas Vallard (1547)
Carte des côtes australiennes

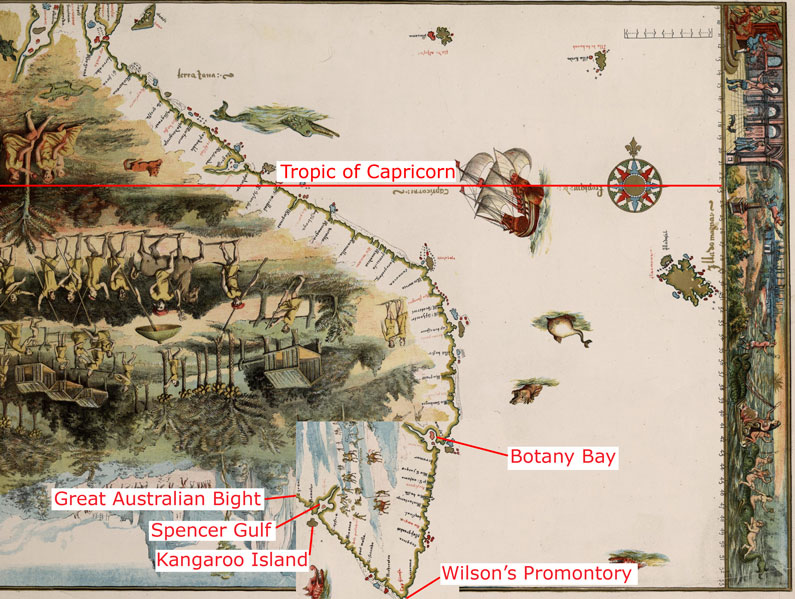
Atlas de Nicolas Vallard - Carte d'Australie avec indications contemporaines de lieux géographiques

L'atlas Vallard est un atlas du monde réalisé en 1547 comprenant quinze cartes maritimes et attribué au Dieppois Nicolas Vallard mais un doute subsiste sur son auteur. 

## Histoire
Cet atlas fut réalisé au sein de ce qui est appelé l'école de cartographie de Dieppe. Un doute subsiste sur l'auteur de ces cartes et Nicolas Vallard n'en fut peut-être que le premier propriétaire. En effet, certaines informations qu'elles contiennent n'étaient connues alors que des cartographes et marins portugais et la plupart des noms de lieux figurant sur les cartes sont les noms en portugais et non en français. 
Au cours de son histoire, l'atlas appartint à Talleyrand qui fit relier les cartes qu'il contenait en 1805.
Il est actuellement la propriété de la bibliothèque Huntington, à San Marino en Californie.
En 2008, une reproduction en édition limitée de cet atlas a été faite par les éditions M. Moleiro, un éditeur espagnol spécialisé dans la reproduction de codex, de cartes et de manuscrits enluminés. 

## Descriptif
Basé sur des cartes nautiques, cet atlas n'était pas destiné à l'usage des navigateurs mais à montrer une représentation du monde. 
Une de ces caractéristiques est sa riche enluminure. Elle reproduit des scènes de colonisation du XVIe siècle, des scènes de la vie supposée des populations autochtones et quelques scènes mythologiques. 
Les cartes de l'atlas témoignent d'une grande connaissance de la cartographie planétaire. Les contours de l'Australie sont une fois de plus représentés comme dans beaucoup d'autres cartes marines réalisées par les cartographes de l'école de cartographie de Dieppe. Le marin et cartographe Jean Alfonse, ayant navigué avec les Portugais, aurait donné à l'école de Dieppe les détails sur les côtes australiennes. 
Toutes ces cartes présentent le nord en bas. Celui-ci est symbolisé par une fleur de lys sur les nombreuses roses de vents figurant dans l'atlas.
Les quinze cartes de l'Atlas sont :
- 1. « Terra Java » (côte est de l’Australie ?)
- 2. « La Jave » (côte du nord de l’Australie ?), une partie de l’Asie et l’Insulinde
- 3. « Terra Java » (côte ouest de l’Australie ?)
  - Peut-être la côte de l'actuel Queensland[1].
- 4. Golfe Persique et la Mer Rouge
- 5. Sud-est de l’Afrique et Madagascar
- 6. Océan Atlantique, côtes de l’Afrique et du Brésil
  - L'île fantôme Saint-Mathieu y est indiquée.
- 7. Nord-ouest de l’Afrique
- 8. Europe et nord de l’Afrique
- 9. Amérique du Nord, côte est
- 10. Amérique Centrale
- 11. Caraïbes et le Brésil
- 12. Amérique du Sud : Río de la Plata et détroit de Magellan
- 13. Europe et le nord de l’Afrique
- 14. Mer Adriatique
- 15. Mer Égée
  - Sans doute la seule carte qui ne soit pas inspirée d'une carte portugaise mais plus probablement d'une carte vénitienne[1]. On trouve le nom italien de Candia pour désigner la Crète[1].